# John M. Johansen
John MacLane Johansen (29 de junio de 1916 - 26 de octubre de 2012) fue un arquitecto y miembro de la Harvard Five. Johansen tomó un papel activo en el movimiento moderno.

## Obras

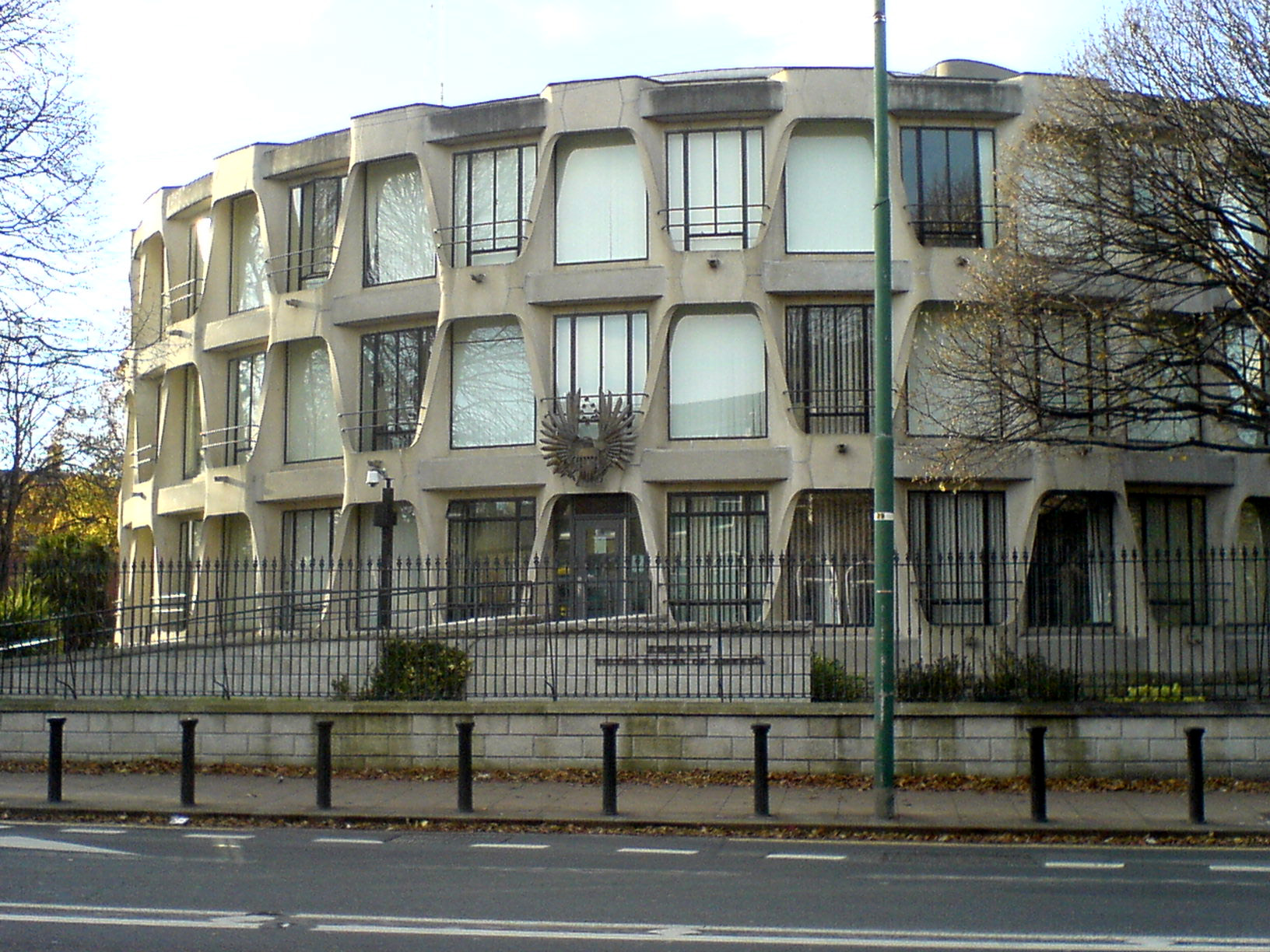
U.S. Embassy, Dublin

Entre sus obras notables incluyen la Casa Goodyear (1955), un ejemplo temprano del estilo de Palladio empleado por Johansen, el Bridge House (1957); el Telephone Pole House (1968) a partir de 104 40 polos del pie que abrazan la casa en la ladera de un barranco empinado; El Laberinto Casa (1966) que no tiene ventanas, pero en vez de recintos de vidrio entre una pared y otra; y la Carpa Casa Plástico (1975) era de plástico translúcido.